# Вренчиця-Велика
Вренчиця-Велика (пол. Wręczyca Wielka) — село в Польщі, у гміні Вренчиця-Велька Клобуцького повіту Сілезького воєводства.
Населення — 2774 особи (2011).
У 1975-1998 роках село належало до Ченстоховського воєводства.

## Демографія
Демографічна структура станом на 31 березня 2011 року:
|          | Загалом | Допрацездатний вік | Працездатний вік | Постпрацездатний вік |
| -------- | ------- | ------------------ | ---------------- | -------------------- |
| Чоловіки | 1364    | 257                | 961              | 146                  |
| Жінки    | 1410    | 244                | 846              | 320                  |
| Разом    | 2774    | 501                | 1807             | 466                  |